# Gnathonemus
Gnathonemus is een geslacht van straalvinnige vissen uit de familie van de tapirvissen (Mormyridae).

## Soorten
- Gnathonemus barbatus Poll, 1967
- Gnathonemus echidnorhynchus Pellegrin, 1924
- Gnathonemus longibarbis (Hilgendorf, 1888)
- Gnathonemus petersii (Günther, 1862) – Olifantsvis